# Арт Метрано
Арт Метрано (англ. Art Metrano; 22 вересня 1936 — 8 вересня 2021) — американський актор та комік.

## Життєпис
Артур Метрано народився 22 вересня 1936 року в Брукліні. З 1961 року почав зніматися в кіно і на телебаченні.

## Доробок в кінематографі
Найбільш відома його роль — Маузер з фільмів «Поліцейська академія 2: Їх перше завдання» та «Поліцейська академія 3: Знову до академії».

## Родина
З 1972 року був одружений з Ребеккою, у них четверо дітей.

## Фільмографія

### Фільми
| Рік  |   | Українська назва                          | Оригінальна назва                        | Роль                |
| ---- | - | ----------------------------------------- | ---------------------------------------- | ------------------- |
| 1961 | ф |                                           | Rocket Attack U.S.A.                     | водій вантажівки    |
| 1969 | ф | Загнаних коней пристрілюють, чи не так?   | They Shoot Horses, Don't They?           | Макс                |
| 1970 | ф |                                           | Norma                                    | доставник           |
| 1970 | ф |                                           | Bonanza                                  | Лерой Гаскелл       |
| 1972 | ф |                                           | They Only Kill Their Masters             | Малкольм            |
| 1972 | ф |                                           | The Heartbreak Kid                       | конферансьє         |
| 1973 | ф |                                           | Slaughter's Big Rip-Off                  | Маріо Буртолі       |
| 1973 | ф |                                           | The All-American Boy                     | Джей Девід Свуз     |
| 1974 | ф |                                           | The Treasure of Jamaica Reef             | офіціант            |
| 1974 | ф |                                           | Dirty O'Neil                             | Ласситер            |
| 1975 | ф |                                           | The Strongest Man in the World           | людина з телевізора |
| 1975 | ф |                                           | Linda Lovelace for President             | шейх                |
| 1985 | ф | Поліцейська академія 2: Їх перше завдання | Police Academy 2: Their First Assignment | лейтенант Маузер    |
| 1986 | ф | Поліцейська академія 3: Знову до академії | Police Academy 3: Back in Training       | ректор Маузер       |
| 1989 | ф |                                           | Gummibärchen küßt man nicht              | агент 712           |
| 1998 | ф |                                           | How Stella Got Her Groove Back           | доктор Стейнберг    |
| 2001 | ф | Спитайте Сінді                            | Good Advice                              | бездомний           |

### Телебачення
| Рік       |    | Українська назва | Оригінальна назва          | Роль                                                  |
| --------- | -- | ---------------- | -------------------------- | ----------------------------------------------------- |
| 1960      | с  |                  | CBS Repertoire Workshop    | Арт Метрано (Епізод: "The Brick and the Rose")        |
| 1969—1974 | с  |                  | Ironside                   | різні ролі (5 епізодів)                               |
| 1976      | тф |                  | Brinks: The Great Robbery  | Юлій Марено                                           |
| 1976      | с  | Старскі та Гатч  | Starsky & Hutch            | Амбой (Епізод: "Bust Amboy")                          |
| 1978      | тф | Людські почуття  | Human Feelings             | таксист                                               |
| 1998      | с  |                  | Police Academy: The Series | Маузер (Епізод: "The Truth Ain't What It Used to Be") |